# Jean-Henri Melon
Jean-Henri Melon (né à Paris le 14 septembre 1731 où il est mort le 11 août 1793) est un diplomate et colonisateur français.

## Biographie
Il est le fils de l'économiste français Jean-François Melon.
Entré comme premier commis à la régie des droits réunis en 1759, il fut désigné comme secrétaire au Congrès d'Augsbourg en 1762, mission qui n'eut pas lieu.
Il fut secrétaire de l'ambassade de France à Rome sous le marquis d'Aubeterre, de 1763 à 1769. Ici il rédigea le mémoire intitulé Plan abrégé du gouvernement économique de l’État ecclésiastique.
Il fut ensuite secrétaire de légation, puis chargé d'affaires à Liège (1771- 1774), secrétaire particulier du marquis d'Aubeterre, chargé d'un commandement militaire en Bretagne (1775) et enfin commissaire du roi aux îles de France et de Bourbon pour l'extinction du papier-monnaie (1783-84).
Il est pensionné le 13 janvier 1788.
Il se suicide le 11 août 1793 sous la Terreur.